# Edward Pelham Brenton
Edward Pelham Brenton, né le 20 juillet 1774 au Rhode Island et mort le 13 avril 1839 à Londres, est officier de marine et historien britannique des XVIIIe et XIXe siècles.

## Biographie
Il sert dans la Royal Navy pendant les guerres de la Révolution et de l'Empire sans prendre part aux principaux combats, si ce n'est lors de la capture de la Martinique en 1809. Il termine néanmoins sa carrière militaire avec le grade de captain.
Brenton accède à la célébrité dans les années qui suivent la fin de la guerre, lorsqu'il publie son Naval History of Great Britain from the Year 1783 to 1822 en 1823. Cet ouvrage connaît un grand succès à l'époque, mais Brenton est critiqué dès sa parution pour son incapacité à y distinguer clairement les faits avérés des rumeurs et son ton trop partisan en ce qui concerne la politique intérieure britannique. À la fin de sa vie, Brenton se consacre aux œuvres de charité dans les quartiers les plus déshérités de Londres, avec un succès mitigé.

## Sources et bibliographie
- (en) Cet article est partiellement ou en totalité issu de l’article de Wikipédia en anglais intitulé « Edward Pelham Brenton » (voir la liste des auteurs).
- Brenton, Edward Pelham, Oxford Dictionary of National Biography, J. K. Laughton, consulté le 18 décembre 2008